# Serge Delaive
Serge Delaive est un écrivain belge de langue française, né à Liège en 1965.

## Biographie
À la fois poète, romancier et photographe, aîné de quatre enfants, Serge Delaive est le fils d'un médecin et d'une historienne. Après des études littéraires et de journalisme à l'Université de Liège, il fonde et coanime avec les poètes Karel Logist, Carl Norac et Carino Bucciarelli la revue (en 1998) et les éditions (en 2000) Le Fram, tout en enchaînant des emplois de courtes durées comme professeur, moniteur de voile ou logisticien pour Médecins sans frontières. 
En 2009, il remporte le prix Victor-Rossel pour son roman Argentine.
Sa première exposition de photographies se tient à Liège en 2007. Suivent Amay, Herstal, Paris à trois reprises, Asnières et Padoue.

## Prix
- Prix Indications 2005 pour Café Europa.
- Prix Marcel Thiry 2007, prix annuel récompensant alternativement une œuvre poétique et une œuvre romanesque, pour son recueil de poèmes Les Jours (2006).
- Prix Victor-Rossel 2009 pour son roman Argentine, publié aux éditions La Différence[1].
- Prix triennal de poésie de la Fédération Wallonie-Bruxelles 2014 pour son recueil Art farouche[3]